# Kim Sung-gwon
Kim Sung-gwon (kor. 김성권 ;ur. 6 marca 1990) – południowokoreański zapaśnik walczący w stylu wolnym. Zajął dziewiąte miejsce na mistrzostwach świata w 2017 roku.
Piąty na igrzyskach azjatyckich w 2018 i jedenasty w 2022. Ósmy na mistrzostwach Azji w 2015. Brązowy medalista wojskowych MŚ w 2018. Mistrz Azji juniorów w 2010 roku.
Ósmy na Uniwersjadzie w 2013, jako zawodnik Korea National Sport University z Seulu.